# Zalabér, Zala
Zalabér  este un sat în districtul Zalaszentgrót, județul Zala, Ungaria, având o populație de 726 de locuitori (2011). 

## Demografie
Componența etnică a satului Zalabér
     Maghiari (93,83%)
     Romi (6,17%)
Componența confesională a satului Zalabér
     Romano-catolici (71,49%)
     Fără religie (4,82%)
     Luterani (1,79%)
     Necunoscută (21,07%)
     Reformați (0,83%)
     Alte religii (0,96%)
Conform recensământului din 2011, satul Zalabér avea 726 de locuitori. Din punct de vedere etnic, majoritatea locuitorilor (93,83%) erau maghiari, cu o minoritate de romi (6,17%).  Din punct de vedere confesional, majoritatea locuitorilor (71,49%) erau romano-catolici, existând și minorități de persoane fără religie (4,82%) și luterani (1,79%). Pentru 21,07% din locuitori nu este cunoscută apartenența confesională.